# Lista över countyn i Montana

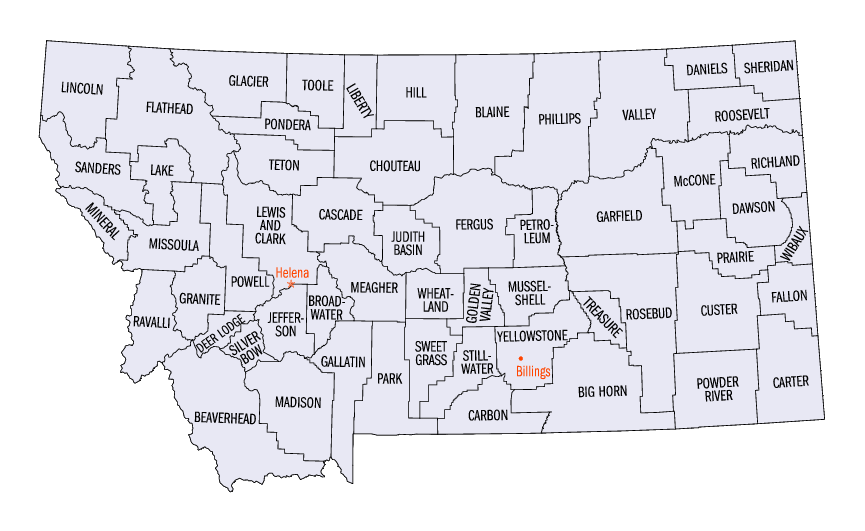
Montanas countyn.

Detta är en lista över de 56 countyn som finns i delstaten Montana i USA. 
| County                 | Centralort (County Seat) | Grundat |
| ---------------------- | ------------------------ | ------- |
| Beaverhead County      | Dillon                   | 1864    |
| Big Horn County        | Hardin                   | 1913    |
| Blaine County          | Chinook                  | 1895    |
| Broadwater County      | Townsend                 | 1897    |
| Carbon County          | Red Lodge                | 1895    |
| Carter County          | Ekalaka                  | 1917    |
| Cascade County         | Great Falls              | 1887    |
| Chouteau County        | Fort Benton              | 1865    |
| Custer County          | Miles City               | 1865    |
| Daniels County         | Scobey                   | 1920    |
| Dawson County          | Glendive                 | 1865    |
| Deer Lodge County      | Anaconda                 | 1864    |
| Fallon County          | Baker                    | 1913    |
| Fergus County          | Lewistown                | 1885    |
| Flathead County        | Kalispell                | 1893    |
| Gallatin County        | Bozeman                  | 1864    |
| Garfield County        | Jordan                   | 1919    |
| Glacier County         | Cut Bank                 | 1919    |
| Golden Valley County   | Ryegate                  | 1920    |
| Granite County         | Philipsburg              | 1893    |
| Hill County            | Havre                    | 1912    |
| Jefferson County       | Boulder                  | 1864    |
| Judith Basin County    | Stanford                 | 1920    |
| Lake County            | Polson                   | 1923    |
| Lewis and Clark County | Helena                   | 1864    |
| Liberty County         | Chester                  | 1920    |
| Lincoln County         | Libby                    | 1909    |
| Madison County         | Virginia City            | 1864    |
| McCone County          | Circle                   | 1919    |
| Meagher County         | White Sulphur Springs    | 1867    |
| Mineral County         | Superior                 | 1914    |
| Missoula County        | Missoula                 | 1864    |
| Musselshell County     | Roundup                  | 1911    |
| Park County            | Livingston               | 1887    |
| Petroleum County       | Winnett                  | 1926    |
| Phillips County        | Malta                    | 1915    |
| Pondera County         | Conrad                   | 1919    |
| Powder River County    | Broadus                  | 1919    |
| Powell County          | Deer Lodge               | 1901    |
| Prairie County         | Terry                    | 1915    |
| Ravalli County         | Hamilton                 | 1893    |
| Richland County        | Sidney                   | 1914    |
| Roosevelt County       | Wolf Point               | 1919    |
| Rosebud County         | Forsyth                  | 1901    |
| Sanders County         | Thompson Falls           | 1906    |
| Sheridan County        | Plentywood               | 1913    |
| Silver Bow County      | Butte                    | 1881    |
| Stillwater County      | Columbus                 | 1913    |
| Sweet Grass County     | Big Timber               | 1895    |
| Teton County           | Choteau                  | 1893    |
| Toole County           | Shelby                   | 1914    |
| Treasure County        | Hysham                   | 1919    |
| Valley County          | Glasgow                  | 1893    |
| Wheatland County       | Harlowton                | 1917    |
| Wibaux County          | Wibaux                   | 1914    |
| Yellowstone County     | Billings                 | 1893    |